# Euxoa flavata
Euxoa flavata là một loài bướm đêm trong họ Noctuidae.